# Filmes de 1940 da Paramount Pictures
Em 1940, a Paramount Pictures lançou um total de 50 filmes.

## Destaques
As produções mais significativas foram:
- Arise, My Love, comédia dramática de produção atribulada, premiada com o Oscar de História Original
- The Biscuit Eater, despretenciosa e bem amarrada história sobre um menino e seu cachorro, uma das maiores surpresas do ano em termos de bilheteria
- Christmas in July, comédia satírica que confirmou o talento de seu roteirista e diretor Preston Sturges para produzir grandes sucessos sem sacrificar a inteligência
- The Ghost Breakers, sequência altamente rentável (apesar de contar a mesma história) de The Cat and the Canary (1939), também com Bob Hope e Paulette Goddard
- The Great McGinty, sátira política, estreia na direção de Preston Sturges, que também escreveu o roteiro premiado pela Academia
- North West Mounted Police, considerado por muitos o pior western de Cecil B. DeMille[1], foi, no entanto, um dos campeões de bilheteria do ano
- Remember the Night, comédia sentimental escrita por Preston Sturges, uma "mistura Capriana de sentimento e humor, com ênfase nos personagens e não no enredo"[1]
- Rhythm on the River, musical acima da média, que se beneficia de um roteiro mais denso, assinado, entre outros, por Billy Wilder
- Road to Singapore, primeiro fruto da bem sucedida série "Road to..." que teria um total de sete produções, sempre com Bing Crosby, Bob Hope e Dorothy Lamour passeando por locais exóticos
- Second Chorus, musical menor de Fred Astaire, valorizado pelas presenças de Johnny Mercer e da banda de Artie Shaw, o que assegurou à fita duas indicações para o Oscar

## Prêmios Oscar
Décima terceira cerimônia, com os filmes exibidos em Los Angeles em 1940:
| Filme                     | Indicações | Premiações        |
| ------------------------- | --- | ----------------- |
| Arise, My Love            | História Original Fotografia (preto e branco) Direção de Arte (preto e branco) Trilha Sonora Original (arranjo) | História Original |
| Dr. Cyclops               | Efeitos Especiais                                                                                               | ---               |
| The Great McGinty         | Roteiro Original                                                                                                | Roteiro Original  |
| North West Mounted Police | Fotografia (em cores) Montagem Direção de Arte (em cores) Gravação de Som Trilha Sonora Original                | Montagem          |
| Rhythm on the River       | Canção | ---               |
| Second Chorus             | Canção Trilha Sonora Original (arranjo)                                                                         | ---               |

### Prêmios Especiais ou Técnicos
- Bob Hope: Oscar Especial, "em reconhecimento aos serviços altruístas prestados à indústria do Cinema"[2]

## Os filmes de 1940
| Título original            | Título PT/BR               | Título PT/PT                  | Astros                                    | Diretor                      |
| -------------------------- | -------------------------- | ----------------------------- | ----------------------------------------- | ---------------------------- |
| Adventure in Diamonds      | A Dama dos Diamantes       |                               | George Brent, Isa Miranda                 | George Fitzmaurice           |
| All Women Have Secrets     |                            |                               | Virginia Dale, Joseph Allen Jr.           | Kurt Neumann                 |
| Arise, My Love             | Levanta-te, Meu Amor       |                               | Claudette Colbert, Ray Milland            | Mitchell Leisen              |
| The Biscuit Eater          | Cachorro Vira-Lata         |                               | Billy Lee, Cordell Hickman                | Stuart Heisler               |
| Buck Benny Rides Again     | Romeu a Cavalo             |                               | Jack Benny, Ellen Drew                    | Mark Sandrich                |
| Cherokee Strip             | Terra Sem Lei              |                               | Richard Dix, Florence Rice                | Lesley Selander              |
| Comin' Round the Mountain  |                            |                               | Bob Burns, Una Merkel                     | George Archainbaud           |
| Christmas in July          | Natal em Julho             | Natal em Julho                | Dick Powell, Ellen Drew                   | Preston Sturges              |
| Dr. Cyclops                | Delírio de um Sábio        | O Dr. Cyclope                 | Albert Dekker, Thomas Coley               | Ernest B. Schoedsack         |
| Emergency Squad            | Servidores da Lei          |                               | Louise Campbell, William Henry            | Edward Dmytryk               |
| The Farmer's Daughter      | Uma Ingênua na Roça        |                               | Martha Raye, Charles Ruggles              | James Hogan                  |
| French Without Tears       | Caçadora de Corações       | Cautela Com as Mulheres       | Ray Milland, Ellen Drew                   | Anthony Asquith              |
| The Ghost Breakers         | Castelo Sinistro           | O Castelo Maldito             | Bob Hope, Paulette Goddard                | George Marshall              |
| Golden Gloves              | Luvas de Ouro              |                               | Richard Denning, Jeanne Cagney            | Edward Dmytryk               |
| The Great McGinty          | O Homem Que Se Vendeu      | O Tirano da Cidade            | Brian Donlevy, Muriel Angelus             | Preston Sturges              |
| Hidden Gold                | Piratas da Estrada         |                               | William Boyd, Russell Hayden              | Lesley Selander              |
| I Want a Divorce           | Mania do Divórcio          |                               | Joan Blondell, Dick Powell                | Ralph Murphy                 |
| Knights of the Range       | Batismo de Fogo            |                               | Russell Hayden, Jean Parker               | Lesley Selander              |
| The Light of Western Stars | Estrela do Ocidente        |                               | Russell Hayden, Jo Ann Sayers             | Lesley Selander              |
| Love Thy Neighbor          | Dois Bicudos Não Se Beijam |                               | Jack Benny, Fred Allen                    | Mark Sandrich                |
| Moon Over Burma            | Teu Nome É Paixão          |                               | Dorothy Lamour, Robert Preston            | Louis King                   |
| Mystery Sea Raider         | O Corsário Fantasma        |                               | Henry Wilcoxon, Carole Landis             | Edward Dmytryk               |
| A Night at Earl Carroll's  | Rapto de Estrelas          |                               | Ken Murray, Rose Hobart                   | Kurt Neumann                 |
| The Night of the Nights    | Noite das Noites           |                               | Pat O'Brien, Olympe Bradna                | Lewis Milestone              |
| North West Mounted Police  | Legião de Heróis           | Os Sete Cavaleiros da Vitória | Gary Cooper, Madeleine Carroll            | Cecil B. DeMille             |
| Opened by Mistake          |                            |                               | Charles Ruggles, Robert Paige             | George Archainbaud           |
| Parole Fixer               | Mercadores do Crime        |                               | William Henry, Robert Paige               | Robert Florey                |
| The Quarterback            |                            |                               | Wayne Morris, Virginia Dale               | H. Bruce Humberstone         |
| Queen of the Mob           |                            |                               | Ralph Bellamy, Jack Carson                | James Hogan                  |
| Quiet Wedding              |                            |                               | Margaret Lockwood, Derek Farr             | Anthony Asquith              |
| Rangers of Fortune         | Figuras do Mesmo Naipe     |                               | Fred MacMurray, Patricia Morison          | Sam Wood                     |
| Remember the Night         | Lembra-se Daquela Noite?   | Lembra-Te Daquela Noite       | Barbara Stanwick, Fred MacMurray          | Mitchell Leisen              |
| Rhythm on the River        | O Rei das Melodias         | Os Boémios do Bairro          | Bing Crosby, Mary Martin                  | Victor Schertzinger          |
| Road to Singapore          | A Sereia das Ilhas         |                               | Bing Crosby, Bob Hope                     | Victor Schertzinger          |
| Safari                     | Safári                     |                               | Douglas Fairbanks, Jr., Madeleine Carroll | Edward H. Griffith           |
| Santa Fe Marshal           | Os Caminhos de Santa Fé    |                               | William Boyd, Russell Hayden              | Lesley Selander              |
| Second Chorus              | Amor de Minha Vida         |                               | Fred Astaire, Paulette Goddard            | H. C. Potter                 |
| Seventeen                  |                            |                               | Jackie Coogan, Betty Field                | Louis King                   |
| The Showdown               | O Trunfo de Paris          |                               | William Boyd, Russell Hayden              | Howard Bretherton            |
| Sidewalks of London        |                            |                               | Charles Laughton, Vivien Leigh            | Tim Whelan                   |
| Stagecoach War             | Ferradura Fatal            |                               | William Boyd, Russell Hayden              | Lesley Selander              |
| Texas Rangers Ride Again   | A Volta dos Mosqueteiros   |                               | John Howard, Ellen Drew                   | James Hogan                  |
| Three Men from Texas       |                            |                               | William Boyd, Russell Hayden              | Lesley Selander              |
| Those Were the Days        |                            |                               | William Holden, Bonita Granville          | Theodore Reed                |
| Typhoon                    | A Deusa da Floresta        |                               | Dorothy Lamour, Robert Preston            | Louis King                   |
| Untamed                    |                            | Uma Mulher Indomável          | Ray Milland, Patricia Morison             | George Archainbaud           |
| Victory                    | Terror no Paraíso          |                               | Fredric March, Betty Field                | John Cromwell                |
| The Way of All Flesh       | Seu Único Pecado           |                               | Akim Tamiroff, Gladys George              | Louis King                   |
| Women Without Names        | Mulheres Sem Nomes         |                               | Ellen Drew, Robert Paige                  | Robert Florey                |
| The World in Flames        |                            |                               | Documentário                              | Albert J. Richard (produtor) |